# Фетешть (Ясси)
Фетешть, Фетешті (рум. Fetești) — село у повіті Ясси в Румунії. Входить до складу комуни Скобінць.
Село розташоване на відстані 336 км на північ від Бухареста, 58 км на північний захід від Ясс.

## Населення
За даними перепису населення 2002 року у селі проживали 1339 осіб, усі — румуни. Усі жителі села рідною мовою назвали румунську.